# Ciudad Montes (Bogotá)
Ciudad Montes es un barrio residencial ubicado al suroccidente de la ciudad de Bogotá. Pertenece a la localidad de Puente Aranda. Cuenta con diversos parques, iglesias, colegios, jardines infantiles, salones comunales, supermercados, restaurantes, bares, gimnasios, bancos, droguerías y tiendas de barrio. Sus vías principales son la Avenida NQS, la Carrera 50, la Avenida Primero de Mayo y la Avenida Fucha (Calle 8 Sur), siendo esta última vía un eje comercial, de servicios y gastronomía de gran relevancia.

## Historia

Folleto informativo de Urbanización El Remanso I y II Sector

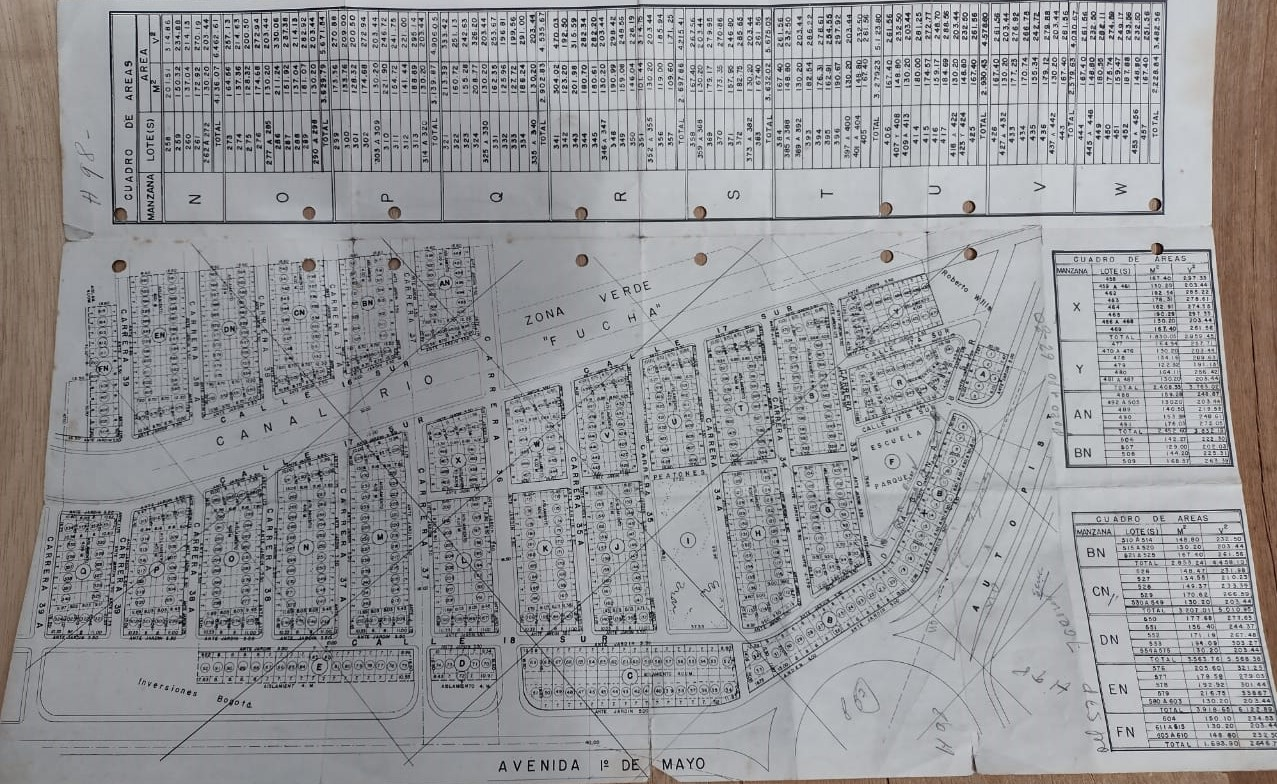
Plano de loteo aprobado por el Municipio de Bogotá en 1962

El macroproyecto Ciudad Montes surge en 1957 tras la creación de las sociedades Montes Limitada y Agrícola Industrial del Sur, firmas con las que se pretendía comercializar los terrenos de la colonial Hacienda Montes de Roberto Wills Piedrahíta, que de 1803 a 1804 fuera casa de campo de Antonio Nariño. Esta operación solo se concretó hasta 1963, año en el que Silvia y Roberto Wills Pinzón adquirieron la titularidad de la Hacienda, pero un año después al entrar en liquidación la sociedad Agrícola Industrial del Sur de los Wills y de Ospinas & Cía S.A., la constructora Ospinas quedó como propietario de los predios e inició sus proyectos en la ciudadela.
Simultáneo a este proceso, en 1962 la porción colindante con las haciendas Montes y Santa Matilde de la Hacienda La Fragua de Jorge Pardo Umaña, fue comercializada por la sociedad Pardo Umaña Hermanos bajo el nombre de Urbanización El Remanso. Cabe mencionar que fue sobre los lotes de El Remanso más los definidos por Ospinas como Urbanización Montes I, II, III, Carabelas y Puente Aranda donde se construyeron las viviendas autoconstruidas y económicas en serie que fomentó el Instituto de Crédito Territorial y el Banco Central Hipotecario, esto con el propósito de concretar el proyecto Ciudad Montes.

## Construcción

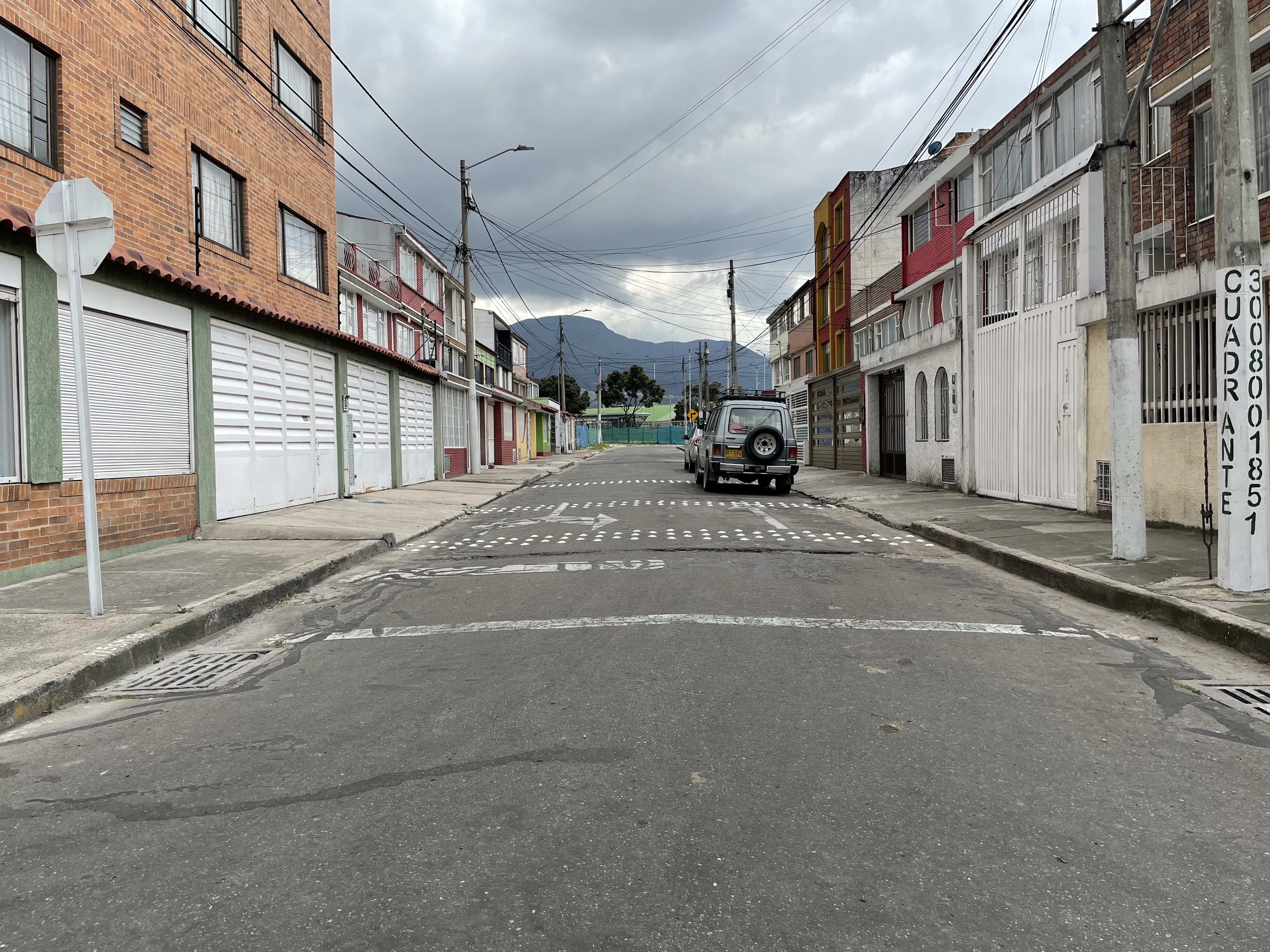
Manzana de El Remanso I Sector donde se edificaron viviendas del proyecto Montes I de Ospinas & Cía S.A.

El barrio fue urbanizado por etapas, en las cuales se implementaron distintos métodos de construcción y arquitectura, manteniendo el estilo de manzanas de viviendas de dos plantas, con grandes antejardines, patios traseros y amplias zonas verdes. Sin embargo, con el tiempo esta regla ha ido desapareciendo por la apuesta del Distrito y de particulares por densificar el sector.
La primera etapa de construcción del barrio inició en 1960 con el loteo para la Urbanización El Remanso I y II Sector. Tomando como eje el Canal Río Fucha, partiendo por el oriente desde el extremo occidental de la Autopista Sur hasta el Canal Albina, colindando con los sitios de las Urbanizaciones Santa Matilde, Montes I Sector (Roberto Wills), Los Sauces San Jorge Central III (Inversiones Bogotá) y la Avenida Primero de Mayo (como se muestra en el plano de loteo). 
Luego en 1966, el Instituto de Crédito Territorial y la empresa Ospinas construyeron viviendas económicas en lo que denominaron Urbanización Montes I Sector, usando los lotes de El Remanso y los próximos a la casona de la Hacienda Montes. Vale la pena destacar que la propiedad colonial de Nariño fue delimitada y donada por esta constructora a Bogotá en 1965, donde las estancias y jardines anexos sirvieron para crear el Parque Ciudad Montes.
Seguido a este desarrollo, Ospinas vendió en 1971 la Urbanización Montes III Sector, tomando como eje la Carrera 50, partiendo por el oriente desde La Guaca hasta el Canal Río Seco, entre Avenida Primero de Mayo y el Canal Río Fucha. 
Por último, en 1990, el sector fue consolidándose por: Conjuntos Residenciales La Guaca IV Sector, erigidos entre El Remanso y Ciudad Montes III Sector, los conjuntos Multifamiliares Carabelas y Residencial Carabelas Central en zonas de Ciudad Montes II Sector y el Conjunto Residencial Veracruz en Ciudad Montes III Sector. Estos proyectos de urbanización cerrada constituidos por edificios multifamiliares de mediana altura y un sitio de parqueo por unidad habitacional.

## Transporte

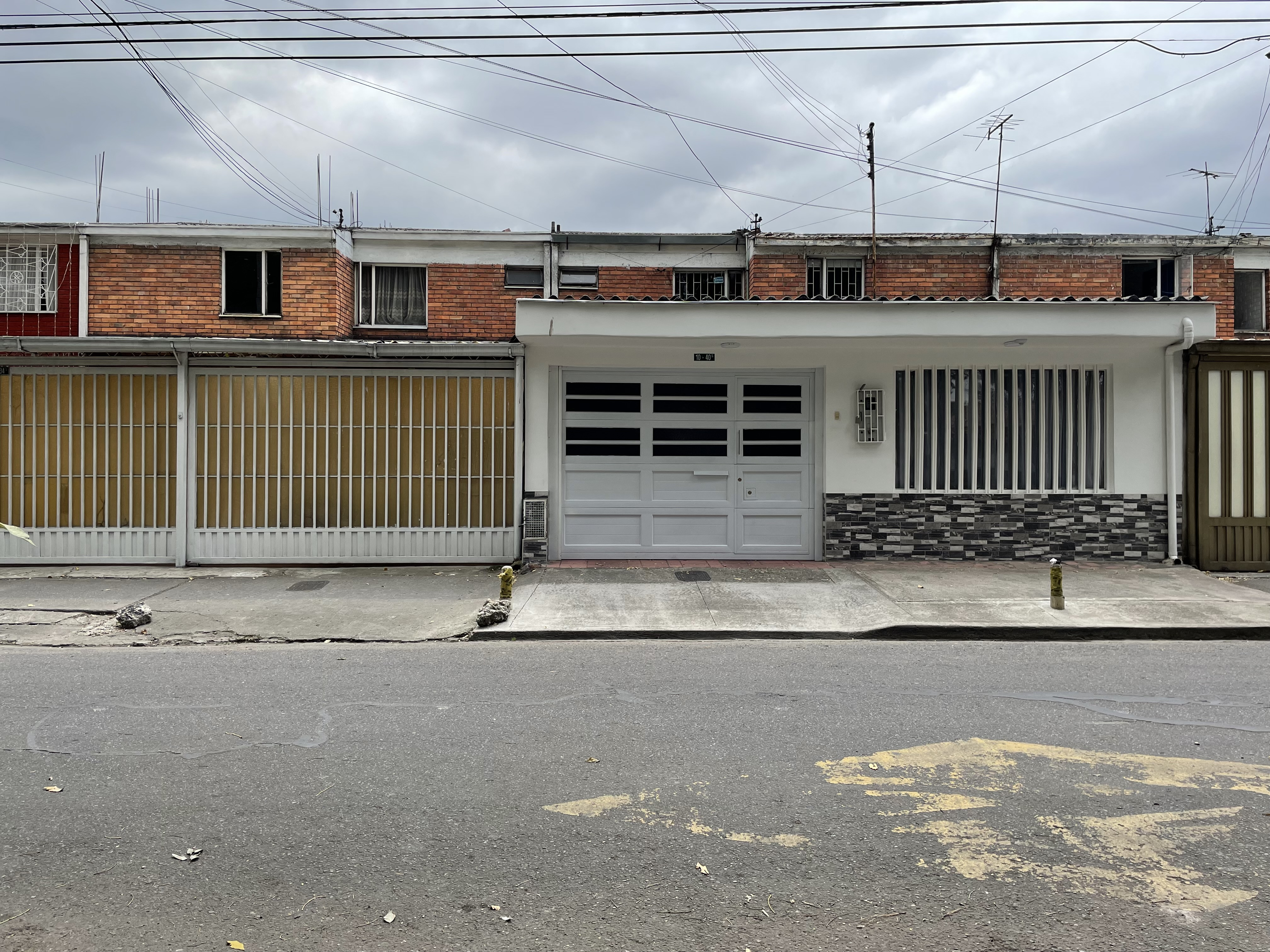
Tipo de viviendas económicas promovidas por el ICT en El Remanso II Sector

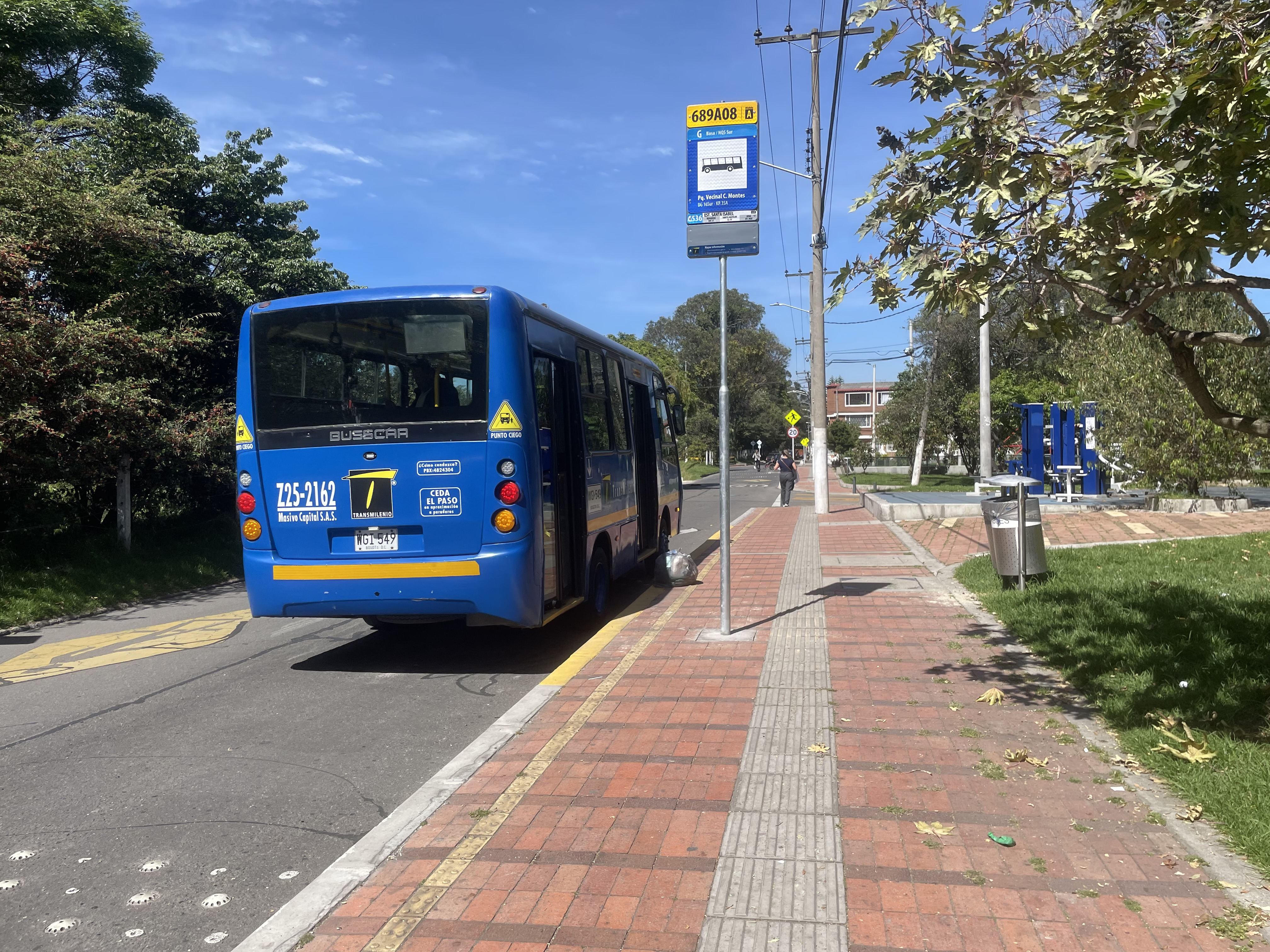
Ruta circular de TransMilenio en El Remanso (Ciudad Montes)

Los residentes tienen facilidad de acceso al transporte de Bogotá por medio de la Troncal NQS, principal arteria donde se encuentra la estación de TransMilenio SENA inaugurada en 2005 entre diagonal 16 Sur y calle 17A Sur. Además en los corredores de la Avenida Primero de Mayo, de la Carrera 50 y de la Avenida Calle 8 Sur se encuentran paraderos del SITP donde hacen parada los buses zonales. 
A futuro se espera la inserción del Metro de Bogotá en Ciudad Montes, debido a que se demolieron parte de las viviendas de El Remanso para la construcción de la estación NQS, sitio donde los pasajeros de TransMilenio provenientes en su mayoría del Portal Sur - JFK Cooperativa Financiera y Soacha podrán hacer conexión con la Línea 1 del Metro. Adicionalmente, los habitantes contarán con la estación sencilla Carrera 50 que estará ubicada sobre la glorieta de la Avenida Primero de Mayo con Carrera 50.

## Parques

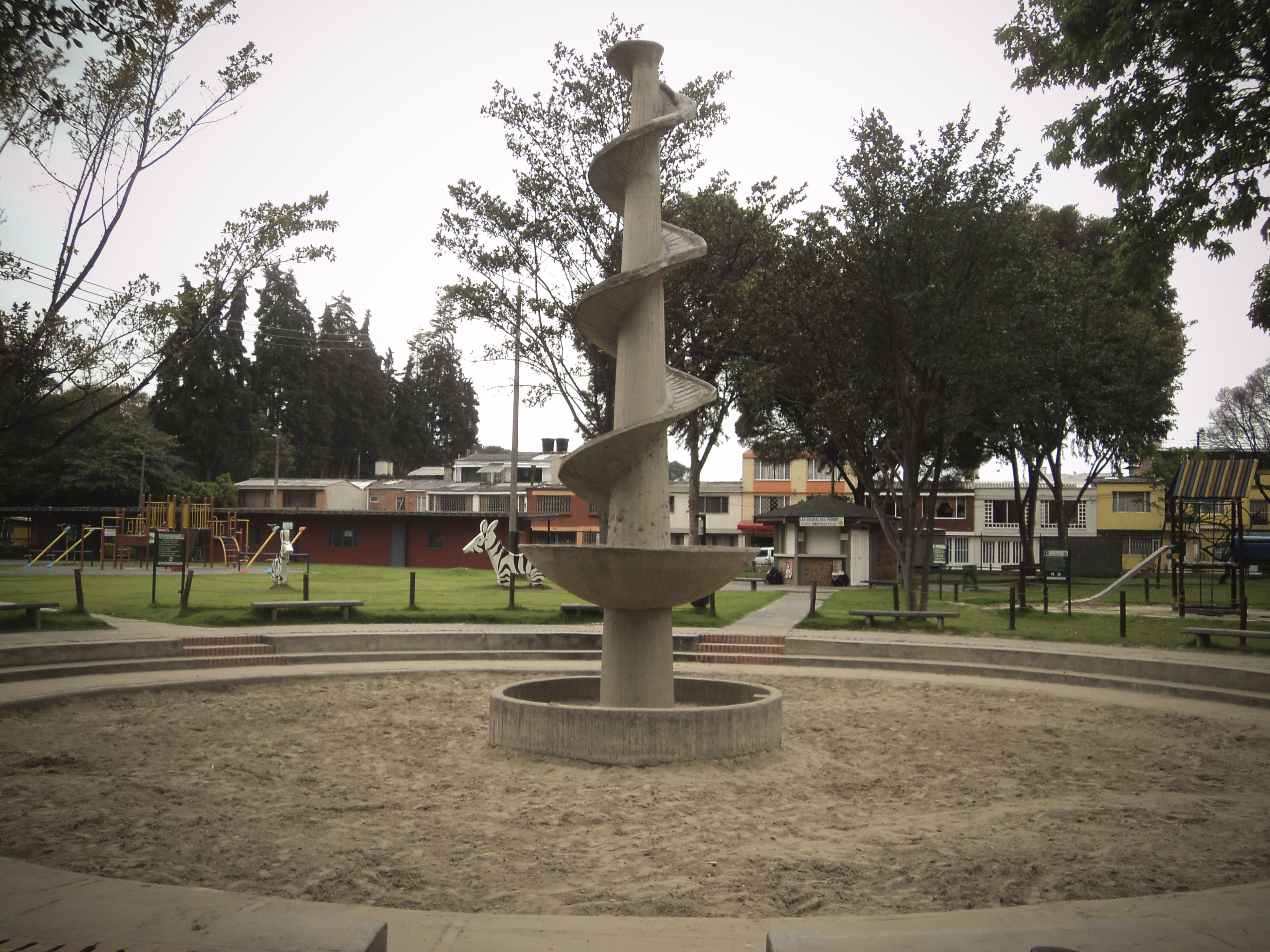
Parque Ciudad Montes

Ciudad Montes cuenta con varios parques, zonas verdes y juegos infantiles, siendo el Parque Zonal Ciudad Montes su principal sitio de recreación y ocio administrado por el IDRD, equipado con estanque, bosque, arenero infantil, pista de trote, además de canchas de tenis, voleibol de playa, fútbol y baloncesto, un campo de béisbol y un gimnasio al aire libre. 
Como parte de su dotación está la Casa Museo Antonio Nariño, que ofrece servicios culturales a la comunidad vecinal en la casona colonial de la Hacienda Montes. Cabe recordar que el Parque Ciudad Montes no admite mascotas, ni bicicletas, esto para mantener las áreas verdes y jardines en buenas condiciones.

## Colegios

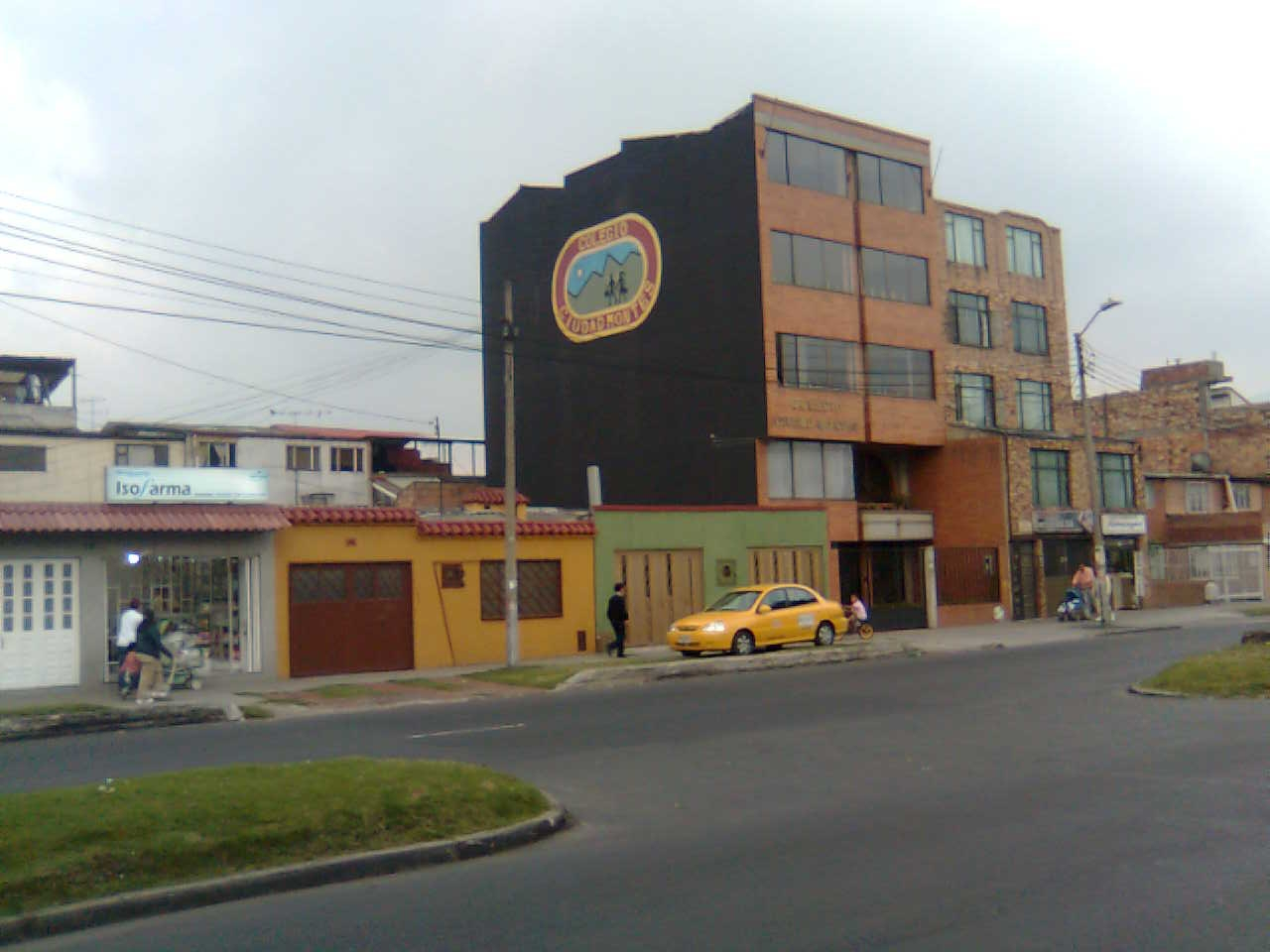
Colegio Ciudad Montes

- Institución Educativa Distrital Marco Antonio Carreño Silva
- Institución Educativa Distrital Colegio De Cultura Popular
- Colegio San Alejo, anteriormente Jardín Infantil Camilito
- Colegio Kapeirot
- Colegio Ciudad Montes
- Hogar Infantil Tamborcito Encantado ICBF
- Liceo Psicopedagógico Mi Abuelita Rossy

## Iglesias

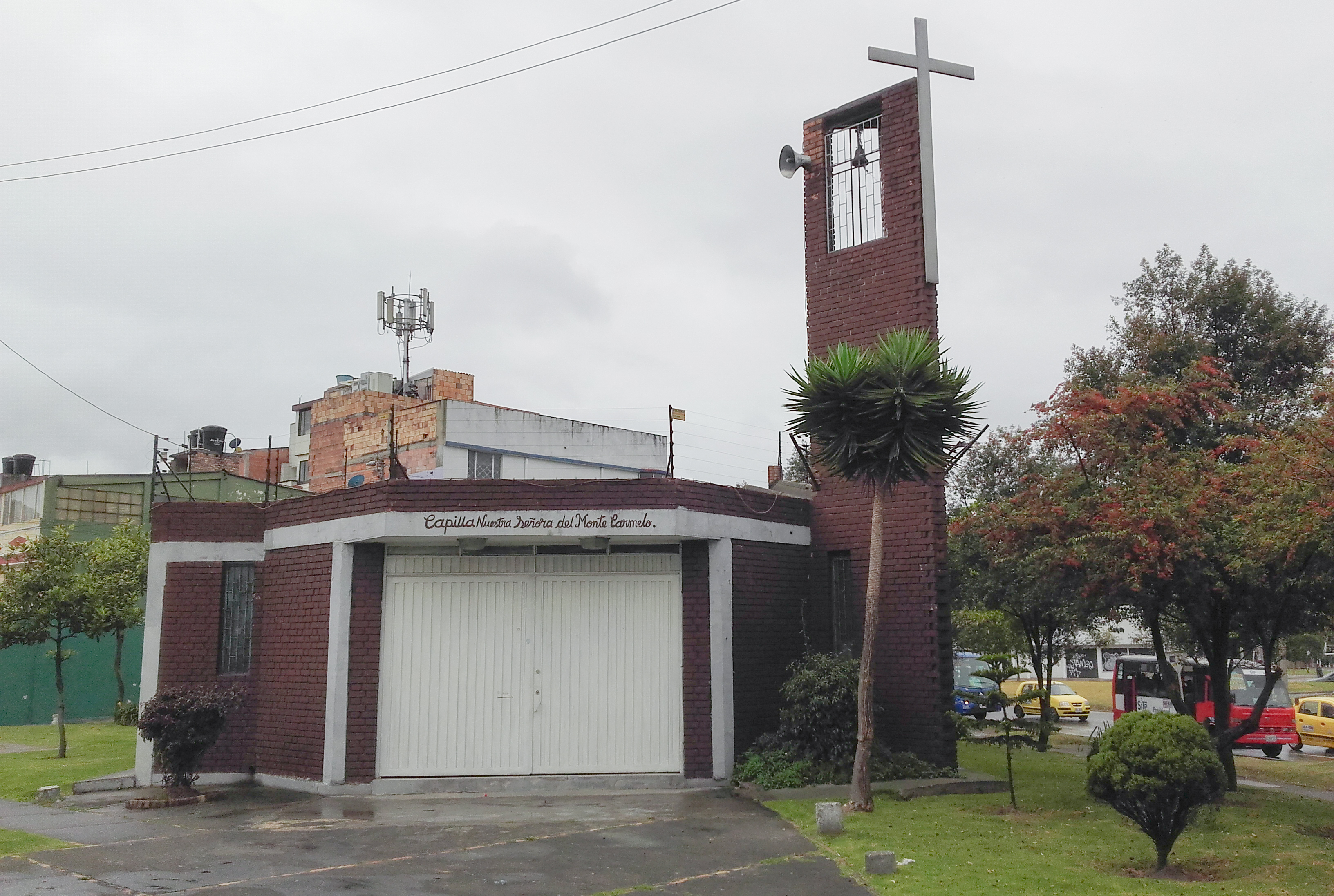
Capilla Nuestra Señora del Monte Carmelo en Ciudad Montes III Sector

- Parroquia María Auxilio de los Cristianos
- Parroquia Santa Matilde
- Capilla Nuestra Señora del Monte Carmelo

## Límites
| Noroeste: El Jazmín                                      | Norte: Avenida Fucha Calle 8 Sur (Santa Matilde y Carabelas) - Diagonal 16 Sur (Río Fucha, El Jazmín) | Nordeste: Los Mártires (Santa Isabel)                                         |
| Oeste: Carrera 51 (Río Seco, San Eusebio y Torremolinos) | | Este: Autopista Sur (SENA (estación), La Fragua) - Carrera 36 (Santa Matilde) |
| Suroeste: Santa Rita                                     | Sur: Avenida Primero de Mayo (Los Sauces y La Guaca)                                                  | Sureste: Antonio Nariño (San Jorge Central)                                   |